# 三條季晴
三條季晴（1733年11月28日—1782年1月11日），是江戶時代中期的公卿；也是藤原北家清華家的三條家當主。

## 生涯
三條季晴在享保十八年（1733年）出生，是父母三條實顯及三條氏（叔祖父三條公充女）的長子。享保二十年（1735年）敘從五位上，歷任侍從、左近衛權少將與左近衛權中將後，就在寬延三年（1750年）昇敘從三位，位列公卿。
後來他也擔任過權中納言和權大納言及踏歌節會外弁；並在明和七年（1796年）擔任內大臣，後轉任右大臣，至安永八年（1779年）辭職。
天明元年（1782年）逝世，享年48歲。